# ロング・ジャーニー・ホーム
ロング・ジャーニー・ホーム (英語: The Long Journey Home) は、2008年3月18日にアメリカ合衆国ワシントン州にあるワシントン大学メイン・キャンパスで行われた式典。1942年、大統領令9066号により日系アメリカ人学生が退学させられ、アメリカ合衆国西部にあった日系人の強制収容所に収容させられた。約70年間、多くの日系アメリカ人が復学できず、他の大学に進学した者もあれば、経済的理由により大学を諦めた者もいた。ワシントン大学は、政府の決定の影響を受けたと認められた日系アメリカ人の元学生たちに敬意を表し、現代および未来の学生たちに体験者の生の声やビデオなどでこの重大な悲劇を伝えていくと表明すると共に、この元学生たちに名誉学位を与えた。

## 概要
2008年5月18日、ロング・ジャーニー・ホームはワシントン大学メイン・キャンパスのケイン・ホールの120号室および130号室で行われた。

## 行程
午後1時、スザロ図書館前で集合写真撮影が行われ、2時、ケイン・ホールで式典が開始し、大学理事らが入場した。マーク・エマート学長が司会を務め、このイベントの趣旨および強制収容について語った。その後ノーマン・ミネタ、ゲイル・ノムラ、テツデン・カシマがスピーチを行なった。ビデオが流され、名誉学位授与式が行われた。収容に関する個々人の話や大学時代の話、そして日系人が耐えてきた長い道のり(ロング・ジャーニー)の終結に関わる「ロング・ジャーニー・ホーム」についてなどが述べられた。